# Watching Rainbows
Watching Rainbows (с англ. — «Наблюдая радуги») — неизданная песня группы «Битлз», записанная в ходе сессии, посвящённой альбому Get Back 14 января 1969 года. Джон Леннон ведет вокальную и партию электро-пианино, Ринго Старр — перкуссии; партия бас-гитары отсутствует, так как Пол Маккартни заменил временно отсутствовавшего на тот момент Джорджа Харрисона. Песня была импровизацией Джона Леннона, созданная в то время, когда Маккартни и Старр работали над «Mean Mr. Mustard» (позже выпущена на альбоме Abbey Road) и над «Madman» (не выпущена).

## Композиция
Watching Rainbows — импровизированная песня, написанная Джоном Ленноном и приписываемая Леннону — Маккартни. Трек никогда не был выпущен официально и распространялся только в виде бутлегов. Композиция была записана на Twickenham Studios 14 января 1969 года под продюсированием Джорджа Мартина во время записи альбома Let It Be. Особенность песни в том, что на соло-гитаре играет Пол Маккартни вместо Джорджа Харрисона, временно покинувшего группу, когда записывался альбом. В композиции присутствует рифф из двух аккордов.
Watching Rainbows часто ассоциируют с другими двумя песнями Битлз. Первая — структурно похожая мелодия Маккартни в композиции I’ve Got a Feeling, выпущенной 8 мая 1970 года в альбоме Let It Be. Вторая — I Am the Walrus, которая схожа с Watching Rainbows по тексту, из-за этого песня считается производной или источником вдохновения новой песни. Также в песне используются слова, которые позже были использованы Ленноном в песне Come Together. Также в треке присутствует часть, где воспеваются чувства к матери, что является общим с песней Леннона Mother, выпущенной позже, в 1970 году.

## Реакция критики
Ричи Унтербегер написал отрицательный отзыв о песне, объяснив это тем, что композиция «неинтересна», «топорна», и назвал трек «бросовым» (a throw-away) . Дэвид Маркиз в журнале Vulture оставил положительный отзыв, назвав трек «ещё одним игривым, джамми-треком из сеанса Let It Be».

## Запись
В записи участвовали:
- Джон Леннон — вокал, электро-пианино
- Пол Маккартни — соло-гитара
- Ринго Старр — ударные